# Ingrid Willemse
Ingrid Willemse (Geldrop, 29 oktober 1968) is een Nederlands model, actrice, scenariste en presentatrice en voormalig radio-diskjockey.

## Acteren
Door Hans Kemna werd zij uitgenodigd om auditie te doen voor een hoofdrol in Gemene verhalen voor Veronica. Daarna volgde onder meer een hoofdrol naast Boudewijn de Groot in de bioscoopfilm Let the Music Dance van Pim de la Parra en Paul Ruven. Onder regie van Karim Traïdia acteerde zij in het theaterstuk De Figurant. Zij kreeg masterclasses aangeboden bij onder anderen Warren Robinson en was in veel series te zien, zoals in Oppassen!!! (VARA), Medea (AVRO), Najib en Julia (AVRO), Unit 13 (VARA), Spijkerhoek (RTL 4), Luifel & Luifel (SBS6) en Spoorloos verdwenen (AVRO). Ook acteerde ze in diverse 'singleplays', zoals Gouden Kalf-winnaar In het belang van de staat en De nacht van Aalbers (beide onder regie van Theo van Gogh). Verder trad zij op in de soaps Onderweg naar Morgen en in Goudkust als Hannah van Duynhoven. In 2017 was ze te zien in Goede tijden, slechte tijden als Carolina Paris Maes.

## Modellenwerk
Op haar 14e werd Willemse ontdekt als mannequin en fotomodel voor mode en reclame. In België en Frankrijk kreeg zij als de bijnaam "Bijou", een naam die Pim de la Parra later ook aan haar eerste bioscooprol in de film Let the Music Dance gaf. Toen zij in Amsterdam woonde voor modellenbureau EuroModels, kwam zij in contact met Willem de Ridder en maakte met hem radiohoorspelen (Radio Art Foundation), performances en toneelimprovisaties, onder andere tijdens het Holland Festival met In de Wachtkamer, a Continuous Story.
Willemse poseerde voor de Oostenrijkse fotograaf Otto Weisser in Zwitserland voor meerdere landenedities van Playboy. Voor fotograaf Paul Kooiker poseerde ze voor meerdere werken, waaronder de serie Hunting & Fishing uit 1999.

## Radio
Willemse presenteerde radioprogramma's bij Radio 100 (een piratenzender in Amsterdam), waaronder Hallo met Ingrid in samenwerking met Willem de Ridder en het destijds succesvolle Radio Romantica met Alfred Lagarde.

## Scenarist
Naast haar carrière voor de camera raakte Willemse tegelijkertijd geïnteresseerd in de literaire achtergrond van haar beroep en studeerde zij communicatie in Amsterdam (afgestudeerd) en volgde de opleiding scenarioschrijven aan de Media Academie. Met het scenario Yazou werd zij Nederlands finaliste in de scenariowedstrijd van de Geneve-Europa prijzen (EBU).
Na een aflevering voor de televisieserie 12 steden, 13 ongelukken schreef zij meerdere scenario's onder eigen signatuur, onder andere de 12-delige televisiedramaserie Duizend en een Dag voor de omroep Nederlandse Moslim Omroep (NMO), waarvoor Theo van Gogh de regie zou hebben gedaan, ware het niet dat hij op de dag van aanvang van de voorbereidingen om het leven werd gebracht. Willemse schreef de serie alsnog en koppelde een grootschalig communicatietraject aan de serie en kreeg ook de productie in handen. Kort voor de opname in 2007 werden bij de Nederlandse Moslim Omroep na een interne machtswisseling alle innovatieve projecten eenzijdig gestaakt, waaronder Duizend en een Dag. In een juridische procedure werd Willemse door de rechtbank in het gelijk gesteld en ontving zij als enige eisende partij een vordering van de inmiddels failliet verklaarde omroep.
Willemse is ook oprichtster en eigenaar van communicatiebureau VIP bv.